# 武田信賢
武田 信賢（たけだ のぶかた）は、室町時代中期から後期にかけての武将・守護大名。若狭・丹後守護、安芸佐東郡・安南郡・山県郡守護。安芸武田氏5代・若狭武田氏2代当主。安芸武田氏の武田信繁の次男。兄に信栄、弟に国信、元綱。家系には異説がある。

## 生涯
若狭武田氏は永享12年（1440年）に兄信栄が室町幕府6代将軍足利義教の命により若狭守護一色義貫を討ち取った恩賞として若狭守護に命じられたことに始まり、同年に兄が病死すると若狭を相続、父から家督と安芸分郡も継承した。ただし信賢は若狭の支配に取り組むことが多かったため、安芸分郡は父が佐東銀山城に拠って代わりに守護代格として統治していた。
翌嘉吉元年（1441年）6月24日の嘉吉の乱で義教が赤松満祐に暗殺されると、信賢は幕命に従い赤松氏討伐軍に従軍する。この隙に若狭では一色氏の残党などによる土一揆が発生したため、軍を若狭に返して一揆鎮圧に当たったという。その後も一色氏の残党による一揆が頻繁に発生し、信賢がこれに大いに悩まされ、徳政令を出したこともあった。文安4年（1447年）正月以降に武田氏では初めて大膳大夫に任ぜられている。信賢期には領国経営に関する文書も見られ、享徳4年（1455年）には妙興寺（現在の福井県小浜市）に対して禁制を与えており、これは若狭武田氏最古の発給文書とされている（「妙興寺文書」）。
安芸では厳島神主家と所領紛争を起こし、長禄元年（1457年）、厳島神社神主佐伯親春が信賢に所領を横領されたため舅の大内教弘を頼り、教弘が安芸に侵攻、父と幕府の支援を受けた毛利煕元・小早川煕平・吉川之経らが大内軍と交戦、寛正2年（1461年）には幕府が教弘の領土だった安芸東西条を武田氏に与えたことに反発した教弘・平賀弘宗・小早川盛景らが東西条に出陣、父と小早川煕平が迎え撃つなど大内氏及び安芸国人衆との係争が続発、細川氏及び幕府の支援を受けて大内氏と戦った。寛正6年（1465年）に教弘と父が没すると末弟の元綱が代官として引き続き安芸分郡の支配に務めたが、教弘の子政弘も安芸国人衆を動かし武田軍と衝突した>。
応仁元年（1467年）から勃発した応仁の乱では細川勝元率いる東軍に属して西軍の政弘・一色義直らと戦った。上洛して京都においても西軍の大内軍・山名軍と戦っている。応仁2年（1468年）には高成寺（小浜市）の近くに居館を建て、西側の青井山に青井山城を築城。青井山城は、後に後瀬山城に移るまで若狭武田氏の拠点となった。文明元年（1469年）4月には丹後に攻め入って一色義直を圧迫、幕府から義直に代わって丹後守護に補任されたが、翌2年（1470年）7月19日に勧修寺の合戦で家臣の逸見繁経が討死、文明3年（1471年）正月に元綱が離反、3月に如意ヶ嶽に陣取っていた軍が斎藤妙椿に敗れて退去するなど劣勢の状況で6月2日に病死。死の間際に応仁の乱などの戦功が考慮されて甲斐武田家が任じられてきた陸奥守に任じられ、宗家とみなされていた同家と同格の待遇を受けた。享年51。
信賢に息子はいたが、幼少のため弟の国信が若狭・丹後守護職を継いだ。遺児は文明11年（1479年）3月19日に15歳で死去、祥雲寺殿日頭長光大居士と贈られた。